# ANACRIM
L'AnaCrim ou analyse criminelle est une spécialisation dans le domaine de la police judiciaire. En France, la Gendarmerie nationale forme du personnel de son administration, affecté dans des unités exerçant des missions de police judiciaire. Parmi les logiciels employés, l'analyste criminel utilise un logiciel basé sur la suite logicielle Analyst's Notebook de la société I2 (rachetée depuis par la Société IBM et utilisé par de nombreux services de renseignement, tant nationaux qu'alliés).

## Présentation de l'Analyse Criminelle Opérationnelle

### Définition
L’analyse criminelle permet la recherche et la mise en évidence méthodique des relations entre des données criminelles ou non, à des fins de pratiques judiciaires.
Au sein de l'analyse criminelle opérationnelle, se distinguent les méthodes d'analyses suivantes :
- Analyse de cas : étude d’un délit grave ou d’un crime permettant de situer et de comparer dans le temps, les actions des personnages cités dans le dossier.
- Analyse comparative de cas : mise en évidence de toutes les données disponibles concernant différents crimes ou délits analogues.
- Analyse de groupe d'auteurs : étude de la structure d’un groupe d’auteurs et des relations qui existent entre les membres de ce groupe.

### Les analystes
Les enquêteurs utilisant cette technicité sont appelés ANACRIM ou ACO (analyste criminel opérationnel). En gendarmerie, ils ont obligatoirement la qualité d'officier de police judiciaire et sont moins de 500. Ils suivent la formation de préparation au diplôme universitaire (DU) d'analyse criminelle opérationnelle au centre national de formation à la police judiciaire à Rosny-sous-Bois, en partenariat avec l'université de Troyes.
Une confusion entre l'analyse criminelle (ou anacrim) et le logiciel  Analyst's Notebook a été introduite par les médias couvrant le sujet. Les articles, visibles dans le paragraphe références, assimilent le terme Anacrim au logiciel Analyst's Notebook, alors que ce logiciel n'est qu'un des outils à la disposition de l'analyste lors de ses investigations et études.

## Présentation du logicielAnalyst's Notebook
Le logiciel permet, à travers une base de données aux entrées multi-formats (personnes, lieux, événements, matériels), de créer des relations entre toutes les entrées de la base de données.
Une fois cela réalisé, un outil de présentation graphique permet la visualisation de la base, soit complète, soit ciblée sur un temps, un espace, une personne. Ensuite, en prenant appui sur ces données ou cette visualisation, les analystes formulent des hypothèses ou expriment une requête de complément afin de combler des lacunes ou vérifier certaines hypothèses intellectuellement bâties. Des enrichissements graphiques à la schématisation obtenue permettent d'obtenir in fine une présentation visuelle compréhensible de tous, c'est-à-dire de tous les enquêteurs travaillant sur un même dossier ainsi que des magistrats concernés.
Dans la dernière version, un outil permet de cheminer entre les entrées de la base de données pour mettre en relation deux entrées choisies (lieux, personnes, matériels) et ainsi démontrer leur relation plus ou moins éloignée : par exemple, deux personnes ayant le même véhicule et allant chez le même garagiste, la présence dans le temps de plusieurs personnes ciblées dans un lieu commun...
« Il convient de traiter de toutes les relations entre toutes les entités : par exemple, de rattacher les appels téléphoniques à des abonnés, les abonnés à leurs correspondants, les correspondants à leurs autres relations et ainsi de suite. »
« Toutes les « entrées » sont ainsi possibles pour répondre à des questions de temps, de lieux, de relations, et dans certains cas toutes les questions qui peuvent permettre de préciser les lieux fréquentés par un individu, sa réputation, voire le profil de ses habitudes ou de ses comportements. »
Analyst's Notebook a d'abord été utilisé sans déclaration légale à la CNIL par la Gendarmerie (perception que les fichiers précédemment déclarés couvraient le domaine logiciel de l'analyse criminelle par le biais d'Analyst's Notebook), avant d'être régularisé auprès de la CNIL, par la Loi relative au traitement de la récidive des infractions pénales, en date du 12 décembre 2005. La loi autorise l'enregistrement de personnes même sans indices, à l'appréciation des enquêteurs. Les magistrats, avocats, experts, témoins et victimes impliqués dans une enquête peuvent aussi être enregistrés.

## Affaires relancées grâce à l'analyse criminelle
- L'affaire Grégory, plus de 32 ans après la découverte du corps[3],[4],[5],[6],[7],[8],[9],[10],[11],[12],[13],[14],[15],[16],[17].
- L'affaire du meurtre de Montigny-lès-Metz qui a permis d'innocenter Patrick Dils et d'inculper Francis Heaulme.
- L'affaire du réseau pédophile d'Angers : une référence à ANACRIM est faite ainsi qu'une vulgarisation de son utilisation. Il a permis de recouper l'ensemble des données recueillies lors de l'enquête sur les différents éléments de l'enquête pour les synthétiser[18].
- L'affaire Nordahl Lelandais et sa potentielle implication dans les disparitions non élucidées des deux adolescents Lucas Tronche et Antoine Zoia en 2015 et 2016 dans le Gard[19].
- L'affaire Patrice Alègre

## Critique
En 2020, l'utilisation d'Anacrim dans le cadre de l'enquête pour association de malfaiteurs sur les opposants au projet Cigéo d'enfouissement à long terme de déchets nucléaires à Bure est dénoncée par Reporterre et Mediapart comme faisant partie d'une « machine démesurée de renseignement sur le mouvement antinucléaire ».